# تل خالد
تل خالد هو تل أثري في مقاطعة غازي عنتاب، بتركيا. يقع على طول الضفة الشرقية أو العلوية لنهر الساجور، شرق قرية أسميك مباشرةً. في قمة التل توجد بقايا قلعة من القرون الوسطى. خلال القرن الثاني عشر، تنازع الصليبيون ضد الزنكيين والأيوبيين على القلعة.

## الموقع
يقع تل خالد في تركيا (شمال الحدود السورية مباشرة) على رأس نهر الساجور، أحد روافد نهر الفرات. حوالي 80 كيلومترًا (50 ميلًا) شمال شرق حلب في سوريا. في أواخر القرن التاسع عشر، تم وصفه بأنه «تل رائع ومصطنع بشكل كبير، على شكل مخروط مبتور». يبلغ قياس قاعدتها 90 مترًا × 60 مترًا (300 قدمًا × 200 قدمًا) وارتفاعه 53 مترًا (174 قدمًا) فوق مستوى سطح البحر. تقع قرية أسميك التركية غرب التل.

## التاريخ
في 29 تشرين الثاني 1114، دمر زلزال تل خالد بالإضافة إلى العديد من الأماكن الأخرى في جميع أنحاء منطقة حلب. كما تضرر التل في زلزال آخر في تشرين الأول - كانون الأول 1138. في خريف أو شتاء عام 1150، استعاد التل الحاكم الزنكي نور الدين، من مقاطعة الرها الصليبية، التي استردها الزنكيون والقوى الإسلامية الأخرى بالكامل بحلول تموز 1151. في 17 أيار 1183، استولى السلطان الأيوبي صلاح الدين - أمير سابق لنور الدين - على تل باشر كجزء من حركته العامة للاستيلاء على حلب، التي حاصرها بعد أربعة أيام، من الزنكيين. كان شقيق صلاح الدين، بوري، يُحاصر تل خالد بالفعل، لكن بلدتها وقلعتها استسلمت دون قتال عند وصول صلاح الدين إلى هناك. تم منح تل خالد بعد ذلك لبدر الدين دلدريم اليروقي التركماني، سيد تل باشر القريب وحليف صلاح الدين. واستمر في إمساك تل باشر بعد وفاة صلاح الدين الأيوبي، واستمر حتى القرن الثاني عشر خلال حكم نجله الأخير الظاهر غازي لإمارة حلب، والتي كانت تشمل تل باشر. بحلول عام 1218، كان التل في حوزة نجل الظاهر غازي وخليفته العزيز محمد. وبعدها لا يٌعلَم تاريخ التل، إذ ليس هناك إلا القليل من المعلومات حول تل خالد في السجل التاريخي بعد العصر الأيوبي.

## فهرس
- أمبراسيس، نيكولاس ن. (نيسان - حزيران 2004). "النوبة الزلزالية في القرن الثاني عشر في الشرق الأوسط: منظور تاريخي". حوليات الجيوفيزياء. المعهد الوطني للجيوفيزياء. ج. 47 ع. 2–3: 733–758. {{استشهاد بدورية محكمة}}: تحقق من التاريخ في: |تاريخ= (مساعدة)
- تشنسي، فرانسس راودن (1850). الرحلة الاستكشافية لمسح نهري دجلة والفرات. لونجمان وبراون وجرين ولونجمان. ص. 419.
- همفزي، ستيفن (1977). من صلاح الدين إلى المغول: الأيوبيون في دمشق ، 1193-1260. صحافة جامعة ولاية نيويورك للصحافة. ISBN:978-0-87395-263-7.
- خوري، نهى سامر (1996). حلب ومؤرخها كمال الدين بن العديم: فحص تاريخي لبقعة الصوت في تحرير حلب. جامعة مشيغان.
- ليونز، م. س.؛ جاكسون، د. ي. ب. (1982). صلاح الدين: سياسة الحرب المقدسة. مطبعة جامعة كامبريدج. ISBN:978-0-521-31739-9. مؤرشف من الأصل في 2020-08-11.
- ستون، كنث س. (1969) [1955]. بالدوين، مارشل و. (المحرر). تاريخ الحروب الصليبية: المائة عام الأولى (ط. الثانية). مطبعة جامعة ويسكونسن. مؤرشف من الأصل في 2023-02-28.